# Asociación Nacional de Broadcasters Uruguayos
La Asociación Nacional de Broadcasters Uruguayos (ANDEBU, por sus siglas) es una asociación empresarial que agrupa y representa a las empresas privadas de radio y de televisión en Uruguay; también a las instituciones que, por cualquier otro medio electrónico, desarrollen tareas similares a las de radiodifusión y televisión en el área de la información, el entretenimiento y la cultura. ANDEBU es fundadora e integrante de la Asociación Internacional de Radiodifusión.

## Fundación
El 20 de julio de 1933, mediante una reunión efectuada en el cuarto piso del Palacio Salvo la cual reunió a distintos empresarios vinculados a la radiodifusión, es creada la Asociación Nacional de Broadcasters Uruguayos convirtiéndose en la segunda agremiación de radiodifusoras en el mundo en constituirse, luego de la estadounidense National Association of Broadcasters.

#### Radiodifusoras fundadoras
- - CX 10 Radio Continente
  - CX 12 Radio Oriental
  - CX 14 Radio El Espectador
  - CX 18 Radio Sport
  - CX 20 Radio Monte Carlo
  - CX 26 Radio Uruguay
  - CX 30 Radio Nacional
  - CX 34 Radio Artigas
  - CX 40 Radio Fénix
  - CX 42 Radio Rocci
  - CW 25 Radio Durazno

#### Miembros fundadores
- Juan Gestoso, Víctor Gioscia y Rafael Ferrera de CX 10 Continente
- Luis Artola, entonces propietario de Radio Oriental y Radio Durazno
- Lorenzo Balerio Sicco, propietario de Radio El Espectador
- Emilio Elena, propietario de CX 18 Radio Sport
- Carlos Romay, propietario de Radio Montecarlo
- Alejandro Canepa de Radio Uruguay
- Julio Barlocco y Carlos Silva de Radio Nacional
- Raúl Villa de CX 34 Radio Artigas
- Julio Rabassa de CX 40 Radio Fénix
- Héctor Vernazza de CX 42 Radio Rocci

## Televisión
En 1949, la Asociación Nacional de Broadcasters Uruguayos forma parte de la creación de la  Sociedad anónima de Emisión de Televisión y Anexos, asociación que el 7 de diciembre de 1956 fundó el primer canal de televisión de Uruguay y el cuarto en América Latina. El denominado Saeta TV Canal 10.

## Afiliados

### Radioemisoras

#### Artigas
- La Voz de Artigas: 1180 AM
- Radio Bella Unión: 1250 AM
- Milenium: 92.1 FM
- Stereo Norte: 105.5 FM
- Universo Uruguay: 103.7 FM
- Amatista: 90.7 FM

#### Canelones
- Radio Continental: 1600 AM
- Emisora Naturaleza: 88.1 FM
- La Costa: 88.3 FM
- Emisora del Molino: 89.3 FM
- Zoe: 91.5 FM
- Inolvidable: 93.1 FM
- Metrópolis: 104.9 FM
- San Ramón: 91.3 FM
- Ideal: 90.1 FM

#### Cerro Largo
- La Voz de Melo: 1340 AM
- Radio Río Branco: 1360 AM
- Ritmo: 88.1 FM

#### Colonia
- Radio del Oeste: 1490 AM
- Reflejos: 90.7 FM
- Sacramento: 101.9 FM

#### Durazno
- Radio Durazno: 1430 AM
- Radio City: 95.1 FM

#### Flores
- Radio Cinco: 89.7 FM

#### Florida
- Radio Sarandí Grande: 90.9 FM

#### Lavalleja
- Emisora del Este: 1580 AM
- Emisora Delta: 88.3 FM
- Federal: 99.1 FM
- FM Digital: 100.1 FM

#### Maldonado
- Radio San Carlos: 1510 AM
- Global: 89.5 FM
- Aspen: 103.5 FM
- Brava: 91.5 FM
- Milenium: 88.7 FM
- Azul en el Este: 93.5 FM

#### Montevideo
- Radio Rural: 610 AM
- Radio Sarandí: 690 AM
- Radio Oriental: 770 AM
- Radio El Espectador: 810 AM
- Radio Carve: 850 AM
- Radio Sarandí Sport: 890 AM
- Radio Universal: 970 AM
- Carve Deportiva: 1010 AM
- Radio Centenario: 1250 AM (hasta el 24 de julio de 2014)[4]
- Radio Fénix: 1330 AM
- Radio América: 1450 AM
- Hit: 90.3 FM
- Radio Futura: 91.1 FM
- Alfa: 96.3 FM
- Aire: 100.3 FM
- Azul: 101.9 FM

#### Paysandú
- Radio Felicidad: 1420 AM
- Cordialidad: 94.9 FM

#### Río Negro
- Radio San Javier: 1370 AM

#### Rivera
- Radio Internacional: 1480 AM

#### Rocha
- Difusora Rochense: 1260 AM
- Nueva Radio Lascano: 1590 AM
- 89.3 FM
- Onda Marina: 106.3 FM

#### Salto
- Radio Tabare: 740 AM
- Emisora del Lago: 88.3 FM
- siglo XXI: 101.5 FM

#### San José
- Radio 41: 1360 AM
- Emisora Principal: 107.9 FM

#### Soriano
- Emisora Color: 90.3 FM

#### Tacuarembó
- Radio Zorrilla: 1400 AM
- FM Música: 88.9 FM

#### Treinta y Tres
- Difusora 33: 1390 AM
- 33 FM: 94.3 FM

### Televisión abierta
El primer canal de televisión afilado fue Canal 10, en 1959. Del cual la asociación fue parte del estatuto de creación. 

#### Artigas
- Telediez
- Canal 3 Artigas

#### Cerro Largo
- Canal 12 Melo
- RBTV Canal 38

#### Colonia
- Canal 3

#### Durazno
- Canal 7 Durazno

#### Lavalleja
- Canal 13
- Canal 21

#### Maldonado
- Canal 7
- Canal 11

#### Montevideo
- Canal 10
- Canal 4
- Canal 12
- A+V

#### Paysandú
- Canal 3 TV Río

#### Río Negro
- Río Uruguay Televisión

#### Rocha
- Canal 9 Telerocha
- Canal 4 Chuy

#### Salto
- Canal 8

#### Tacuarembó
- Canal 7 Gauchito

#### Treinta y Tres
- Canal 11

### Televisión para abonados

#### Artigas
- Time Tower Artigas
- Cable Visión Bella Unión

#### Canelones
- San Ramón TV Cable
- Cable Plus

#### Cerro Largo
- Melo TV Cable

#### Colonia
- Del Faro TV Cable
- Consorcio Colonia Visión TV

#### Durazno
- Yi Visión Cable

#### Flores
- Trinidad Vídeo Cable

#### Florida
- Video Cable Florida
- TV Cable Sarandí
- Florida Satelital

#### Lavalleja
- Minas Cable Visión
- Cable Visión Ltda
- Delta Micro Visión
- Mundo Cable Visión

#### Maldonado
- Consorcio Cable Visión Maldonado
- Cable Aiguá Televisión

#### Montevideo
- TCC
- Montecable
- Nuevosiglo
- Multiseñal

#### Paysandú
- Telecable Paysandú
- Teleguichón

#### Río Negro
- TV Cable Young

#### Rocha
- Chuy Cable Color
- Lascano TV Cable Color
- Rocha Cable Color
- Velázquez Cable Color

#### Salto
- Time Tower Salto

#### San José
- CCV San José
- TV Cable San José

#### Soriano
- CCV Soriano
- Time Tower Soriano
- Cable Dolores Digital

#### Tacuarembó
- CATV
- Cable Dosmil

#### Treinta y Tres
- Cable Visión Treinta y Tres
- Teveca Cerro Chato

## Día de la Radiodifusión Nacional
Por decreto de julio de 2003, el Poder Ejecutivo estableció como «Día de la Radiodifusión Nacional» el 20 de julio de cada año.

## Nota
Nota: Actualizado al 23 de abril de 2024.